# Seiko Hashimoto
Seiko Hashimoto (jap. 橋本 聖子, Hashimoto Seiko; geborene Ishizaki (石崎 聖子); * 5. Oktober 1964 in Hayakita (heute: Abira), Präfektur Hokkaidō) ist eine japanische Politikerin (LDP, Hosoda-Faktion→parteilos) und ehemalige Eisschnellläuferin und Bahnradfahrerin. 
Mit insgesamt sieben Teilnahmen an Olympischen Spielen, viermal im Winter und dreimal im Sommer, gehört sie zu den Rekordhalterinnen unter allen weiblichen Olympioniken, was die Anzahl der Teilnahmen betrifft.
Seit 1995 sitzt Hashimoto für den landesweiten Verhältniswahlwahlkreis im Senat. Von 2019 bis 2021 war sie Ministerin im zum zweiten Mal umgebildeten vierten Kabinett Abe sowie Kabinett Suga und im Rahmen dessen vor allem als Beauftragte für die Olympischen Sommerspiele 2020 in Tokio zuständig („Olympia-Ministerin“). Nach dem Rücktritt von Yoshirō Mori als Chef des Organisationskomitees der Olympischen Spiele wurde Hashimoto im Februar 2021 die Nachfolgerin und reichte anschließend entgegen vorherigen Ankündigungen nach Kritik der Opposition ihren Parteiaustritt ein, um in dieser Position unparteilich agieren zu können; sie bleibt weiter Senatorin.

## Sportliche Karriere
Hashimoto begann im Alter von drei Jahren mit dem Eislaufen. Bei der Eisschnelllauf-Sprintweltmeisterschaft 1989 gewann sie Bronze, bei den Mehrkampfweltmeisterschaften 1990 Silber und 1992 Bronze.
1984 in Sarajevo nahm Hashimoto erstmals an den Olympischen Spielen teil. Ihre erste und einzige olympische Medaille gewann sie bei ihren dritten Winterspielen 1992 in Albertville im Eisschnelllauf über 1500 Meter. 1994 trat sie bei den Spielen in Lillehammer noch ein viertes Mal an.
In den Sommermonaten wandte sich Hashimoto regelmäßig dem Bahnradsport zu. Dabei qualifizierte sie sich für drei Olympische Spiele, konnte jedoch weder in Seoul 1988, Barcelona 1992 noch bei ihren letzten Spielen 1996 in Atlanta vordere Platzierungen erreichen.

## Politische Karriere
Hashimoto ist Mitglied der Liberaldemokratischen Partei (LDP). Für die LDP wurde sie 1995 über die landesweite Verhältniswahl erstmals ins Oberhaus des japanischen Parlaments gewählt und seither viermal wiedergewählt. 2001 erreichte sie mit 265.545 der neu eingeführten Vorzugsstimmen Platz 6 auf der LDP-Liste, 2007 mit 221.361 Stimmen Listenplatz 11, 2013 mit 279.952 Stimmen Platz 5, 2019 mit 225.617 Stimmen Platz 8.
1996 bereitete sie sich neben ihren Parlamentsaufgaben parallel auf die Olympischen Spiele vor.
Von 2001 bis 2002 saß Hashimoto dem Kultus- und Wissenschaftsausschuss des Sangiin vor. Von 2003 bis 2004 war sie in der LDP stellvertretende Generalsekretärin, ab 2003 führte sie zeitweise auch den LDP-Präfekturverband Hokkaidō, seit 2011 ist sie Vorsitzende der LDP Sapporo. 2005 wurde sie Vorsitzende der Abteilung für Frauen in der LDP. Im Wahlkampf 2007 für die Wahl zum LDP-Vorsitzenden, die während der jahrzehntelangen LDP-Regierung über den Premierminister entschied, führte sie die Unterstützergruppe von Yasuo Fukuda (Machimura-Faktion), um das nötige Quorum von 20 vorschlagenden Abgeordneten für eine Kandidatur zu erfüllen. Während des Kabinetts Asō war sie von 2008 bis 2009 Staatssekretärin im Außenministerium. 2010 und 2011 gehörte sie den LDP-Schattenkabinetten von Sadakazu Tanigaki als Schattenministerin für Maßnahmen gegen den Geburtenrückgang, Sport und Geschlechtergleichstellung an. Im Juli 2016 wurde sie zur Fraktionsvorsitzenden der LDP im Oberhaus ernannt; sie hat diesen Posten als erste Frau inne. Nach der Wahl 2019 wurde sie an der Spitze der LDP-Oberhausfraktion durch Masakazu Sekiguchi abgelöst. Bei der Kabinettsumbildung im September 2019 wurde sie zur Staatsministerin für Geschlechtergleichstellung mit den weiteren Aufgabenfeldern „Olympische & Paralympische Spiele Tokio“ (Tōkyō orimpikku kyōgi taikai・Tōkyō pararimpikku kyōgi taikai) und „Aktivierung von Frauen“ (josei katsuyaku; siehe Abenomics bzw. „Womenomics“) ernannt.

## Sportpolitische Karriere
Seit 2006 ist Hashimoto Präsidentin des Japanischen Eislaufverbandes. Sie war aktiver Teil der Bewerbung Tokios für die Sommerspiele 2016, die letztendlich an Rio de Janeiro vergeben wurden.

## Sonstiges
Hashimoto wurde kurz vor den Olympischen Sommerspielen 1964 geboren, weswegen sie ihr Vater nach dem japanischen Wort für die olympische Flamme, seika (jap. 聖火) benannte.